# 1985 în film
- 1984 în cinematografie — 1985 în cinematografie — 1986 în cinematografie

## Premii

### Oscar
- Cel mai bun film:
- Cel mai bun regizor:
- Cel mai bun actor:
- Cea mai bună actriță:
- Cel mai bun film străin:

Articol detaliat: Oscar 1985

### César
- Cel mai bun film:
- Cel mai bun actor:
- Cea mai bună actriță:
- Cel mai bun film străin:

Articol detaliat: Césars 1985

### BAFTA
- Cel mai bun film:
- Cel mai bun actor:
- Cea mai bună actriță:
- Cel mai bun film străin: